# Yuder Pachá
Yuder Pachá fue un militar y explorador morisco español, nacido como Diego de Guevara en Cuevas del Almanzora, en la actual provincia de Almería, a mediados del siglo XVI y muerto en Marrakech en 1605.
También conocido como Yauder Pachá o "Pachá" no es un nombre familiar sino que probablemente hace referencia al cargo de pachá o bajá que ejerció en Tombuctú. En otros idiomas, su nombre se translitera de diferentes formas (Judar Pasha en inglés o Djouder en francés).

## Biografía

### Orígenes y ascensión en Marrakech
Yuder Pachá perteneció a una familia morisca de las que huyeron en diáspora hacia tierras castellanas y valencianas tras el levantamiento morisco de las Alpujarras (1568-1571), y que se asentó en la actual Cuevas de Almanzora, en Almería. 
En su juventud, una incursión otomana en el valle del Almanzora capturó a unos trescientos muchachos, entre los que se encontraba Yuder. Los prisioneros fueron llevados al palacio del sultán Abd al-Malik en Marrakech, en la época una próspera capital que acogió a pueblos enteros de moriscos exiliados (entre ellos los de Órgiva o Tabernas). 
Poco a poco fue avanzando en el escalafón social y militar y llegó a sobresalir en 1578 la batalla de los Tres Reyes (llamada así porque en ella murieron los sultanes al-Malik, al-Muttawakil, así como el rey portugués Don Sebastián) que enfrentó a Portugal con los herederos del sultanato de Marruecos. Una vez finalizada su formación es liberado de su esclavitud por el que era en el ese momento el sultán, el señor al-Malik. Con dieciséis años el primer cargo que llevará Yuder a cabo sería entonces el de pachá de la zona militar que había en Tánger, su labor principal será la de reclamar los impuestos de todo ese territorio. Y en consecuencia de todos los logros que fue acuñando, fue nombrado caíd de Marrakech.

### Exilio
En torno al año 1578, Yuder es exiliado porque el sultán Ahmad Al-Mansur ha perdido confianza en él, y es que en ese mismo año su raptor, al-Dugali intenta un golpe de Estado, aunque el golpe de Estado se ve sofocado y al-Dugali muere, el sultán no quiere tener cerca a personas afines a él.
El exilio al que se ve obligado a partir Yuder no es ni mucho menos algo considerado o parecido a una tortura, ya que donde esta retenido en una zauia situado en el valle del Draa, cuyo río es el más largo de todo Marruecos. Allí estará Yuder encargado de recaudar todos los impuestos en nombre del sultán de todo el valle, y también deberá formar a jóvenes incautados en La batalla de Los Tres Reyes, la gran mayoría de origen portugués.
Que Yuder fuera puesto en el valle del Draa a recaudar impuestos puede parecer una labor humillante que le está dando el sultán, pero eso no es así en realidad, ya que a la zona en que fue enviado, era uno de los lugares que menos aprecio tenían por el sultán, mostrándolo con su insubordinación y rebeldía no pagando los impuestos. Por tanto, la tarea a la que fue enviado Yuder fue más que humillante, reivindicativa que le daba el sultán para que le mostrase su valía y lealtad.
Después de entre once y doce años, aproximadamente en el año 1590, en los que Yuder cumple su labor de manera muy efectiva y llevando a cabo todos los objetivos que se le había exigido recibe “el perdón” del sultán y le demanda que retorne a Marrakech.

### Expedición a la Curva del Níger y batalla de Tondibi
Esta victoria reafirmó la hegemonía de la dinastía saadí y permitió al nuevo sultán, Ahmed al-Mansur, acometer un viejo sueño dinástico: crear un gran imperio en el África occidental. Al-Mansur puso al frente de sus tropas a Yuder Pachá, quien partió en la empresa a final de octubre de 1590 con cuatro mil hombres y quinientos europeos, élite del ejército, más sesenta cristianos excarcelados por el propio Yuder, mil quinientos lanceros magrebíes y mil auxiliares al cargo de ocho mil dromedarios que portaban las provisiones y el material de campaña, incluidos cuatro cañones andalusíes.
Yuder Pachá atravesó el Sahara junto a sus hombres, y ya a las puertas de la Curva del Níger, se enfrentó en Tondibi (al este de Tombuctú y no lejos de Gao) a cuarenta mil hombres askia comandados por Askia Ishaq II de Gao. El ejército de Pachá, mermado a la mitad tras la larga travesía, se colocó en dos flancos, a la izquierda los andalusíes y a la derecha los europeos. En el centro, Yuder Pachá comandaba las tropas con la caballería en retaguardia y el río Níger a sus espaldas. Por su parte, el ejército de los askia se dividía en nueve mil infantes encadenados para no poder huir, doce mil lanceros y otros varios miles de arqueros. La victoria, nada sencilla, fue para los invasores, que contaban con la enorme ventaja de contar con armas de fuego (lo cual les valdría el apelativo de los "arma" en la región durante todos los siglos posteriores). Ishaq II intentó contrarrestar esta ventaja enviando rebaños de bueyes contra los andalusíes, que sin embargo se volvieron en estampida contra los askia, espantados por el estruendo de cañones y arcabuces.

### Gobierno de Tombuctú, regreso a Marrakech y muerte
Yuder se adueñó así de la legendaria Tombuctú, capital del Imperio songhay, el actual Malí, pero no obstante no mantuvo mucho tiempo el cargo. Fue condescendiente con sus enemigos, perdonó la vida de Ishaq II y solo despojó de sus riquezas a los nobles, respetando las prerrogativas comerciales de la ciudad. Y, en cualquier caso, quedó defraudado al comprobar la austeridad de la misma. El oro únicamente transitaba por ella, proveniente de minas situadas mucho más al sur. Tras fundar el bajalato, Ishaq II ofreció a Yuder diez mil piezas de oro y mil esclavos si abandonaba la ciudad. Éste estaba decidido a hacerlo, y, al sospechar al-Mansur, fue destituido y reemplazado por pachás efímeros enviados por Marrakech, tras los cuales siempre Yuder mantuvo la autoridad, asesinando incluso a algunos de ellos. 
Finalmente, regresó al norte de África en 1598 o 1599, cargado de mercancías y regalos para al-Mansur y comenzando una nueva etapa de brillantes éxitos políticos y militares. Murió en 1605, en las agitaciones de las luchas por el trono que entablaron los hijos de al-Mansur, o, según otras teorías, decapitado por un sucesor de éste por traición.

### Influencia andalusí en la Curva del Níger
Con la llegada de los arma se estableció en la Curva del Níger una insólita comunidad andalusí, de costumbres y lengua castellana, que mantuvo su poder hasta 1737 y su preeminencia social y cultural hasta la primera mitad del siglo XIX, cuando fueron conquistados definitivamente por la etnia peul. No obstante, los arma continuaron desempeñando un relevante papel en la política regional y participaron activamente en los procesos de independencia de Malí. Aún hoy se aferran a su origen andaluz, utilizan palabras de origen árabe ("alcaide", "alfalfa", "alpargata" , "albornoz", "garrafa", "ámbar', "alfombra") y recuerdan al conquistador que fundó su dinastía (aunque no dejó ninguna descendencia, porque era eunuco), el almeriense Yuder Pachá. Una visión bien distinta del papel del almeriense es la que hace a Yuder Pachá responsable de la decadencia del hasta entonces espléndido Imperio songhay, heredero de los míticos reinos de Ghana y Mali, y de lo que era la ciudad más importante económica y culturalmente del África subsahariana, Tombuctú.